# Miss USA 2019
Miss USA 2019 fue la 68.ª edición del certamen Miss USA correspondiente al año 2019; se realizó el 2 de mayo en el Grand Sierra Resort, en Reno, Nevada. Candidatas provenientes de los 50 estados del país y el Distrito de Columbia compitieron por el título. Al final del evento, Sarah Rose Summers, Miss USA 2018 de Nebraska coronó a su sucesora, Cheslie Kryst  de Carolina del norte quien representó a Estados Unidos en Miss Universo 2019.
La noche final fue emitida en vivo y en directo por la cadena FOX, con difusión simultánea en español por Azteca América. La gala final fue conducida por Vanessa Lachey y Nick Lachey. Los artistas que amenizaron la velada serán el rapero T-Pain, asimismo, Nick Lachey repite actuaciones como presentador y cantante.

## Resultados
| Posiciones        | Candidata |
| ----------------- | --- |
| Miss USA 2019     | - Carolina del Norte - Cheslie Kryst † |
| Primera finalista | - Nuevo México - Alejandra González |
| Segunda finalista | - Oklahoma -Triana Browne |
| Top 5             | - Arkansas - Savannah Skidmore - Nevada - Tianna Tuamoheloa                                                                                           |
| Top 10            | - Distrito de Columbia - Cordelia Cranshaw - Florida - Nicolette Jennings - Kansas - Alyssa Klinzing - Ohio - Alice Magoto - Maryland - Mariela Pepin |
| Top 15            | - Hawái - Lacie Choy - Iowa - Baylee Drezek - Luisiana - Victoria Paul - Minnesota - Cat Stanley - Pensilvania - Kailyn Perez                         |

## Áreas de competencia

### Final
El grupo de 15 cuartofinalistas fue dado a conocer durante la competencia final, seleccionado por el Comité de Selección y miembros de la Organización Miss Universo, quienes eligieron a las concursantes que más destacaron en las tres áreas de competencia durante la etapa preliminar: traje de baño, traje de gala y entrevista con el Comité de Selección.
Estas 15 cuartofinalistas fueron evaluadas por el mismo Comité de Selección. Este año no hubo votación por parte del público.
- Las 15 cuartofinalistas desfilaron en una nueva ronda en traje de baño, donde salieron de la competencia 5 de ellas.
- Las 10 semifinalistas desfilaron en una nueva ronda en traje de gala, donde salieron de la competencia 5 más.
- Las 5 finalistas se sometieron a una pregunta eliminatoria acerca de temas de actualidad, y 2 más salieron de la competencia.
- Las 3 últimas finalistas fueron sometidas a una misma pregunta final, y posteriormente dieron una última pasarela, donde el Comité de Selección consideraron la impresión general que dejó cada una de las finalistas para votar y definir posiciones finales.

### Comité de Selección
- Nicole Feld - ejecutiva y productora, vicepresidente de Feld Enterntaiment Inc.
- Kim Kaupe - empresaria y cofundadora de The Superfan Company.
- Demi-Leigh Nel-Peters - modelo sudafricana; Miss Universo 2017.
- Ukonwa Ojo - empresaria y ejecutiva de mercadeo para marcas reconocidas como Covergirl, Rimmel y Adidas.
- Denise Quiñones - modelo y actriz puertorriqueña; Miss Universo 2001.
- Amy Palmer - periodista y celebridad de los medios.
- Hillary Schieve - política, alcaldesa de Reno, Nevada.
- Patricia «Pat» Smith - ejecutiva y filántropa; Miss Virginia USA 1993, primera finalista en Miss USA 1994.

### Competencia preliminar
El 29 de abril se llevó a cabo la competencia preliminar para elegir las cuartofinalistas que fueron anunciadas en la competencia final el 2 de mayo, dividida en dos áreas: la entrevista con el Comité de Selección y miembros de la Organización Miss Universo y la competencia en traje de baño y traje de gala. La primera se llevó a cabo sin transmitirse al público.
En la noche del mismo día, las 51 concursantes desfilaron en traje de noche y en traje de baño (elegidos al gusto de cada concursante pero bajo las marcas de los patrocinantes del evento) durante la competencia preliminar, donde se presentaron y desfilaron ante el Comité de Selección, quienes tomaron en cuenta la impresión de las candidatas para seleccionar las cuartofinalistas. El evento fue transmitido en vivo vía internet.

### Premiaciones especiales oficiales
La Organización Miss USA otorgó dos premios especiales durante las actividades del Miss USA 2018:

### Miss Simpatía USA 2019
Ganadora:  Indiana - Tate Flichley

### Miss Fotogénica USA 2019
Ganadora:  Nuevo México - Alejandra González

## Relevancia histórica del concurso

### Resultados
- Carolina del Norte gana por tercera vez el título de Miss USA.
- Nuevo México obtiene el puesto de Primera Finalista por segunda vez. La primera vez que obtuvo esta posición fue en 1985.
- Oklahoma obtiene el puesto de Segunda Finalista por primera vez.
- Carolina del Norte, Florida, Maryland y Nevada repiten clasificación a cuartos de final. Todos clasifican por segundo año consecutivo.
- Distrito de Columbia y Minesota clasificaron por última vez en 2017.
- Arkansas, Hawái, Ohio y Oklahoma clasificaron por última vez en 2016.
- Luisiana clasificó por última vez en 2015.
- Iowa y Pensilvania clasificaron por última vez en 2014.
- Nuevo México clasificó por última vez en 2011.
- Kansas clasificó por última vez en 2010.
- California rompe una racha de clasificaciones que mantenía desde 2016.
- Nueva Jersey y Tennessee rompen una racha de clasificaciones que mantenían desde 2017.

## Candidatas
51 candidatas participaron en el certamen:
(En la tabla se utiliza su nombre completo, los sobrenombres van entrecomillados y los apellidos utilizados como nombre artístico, entre paréntesis; fuera de ella se utilizan sus nombres «artísticos» o simplificados).
| Estado/Territorio                    | Candidata                         | Edad | Residencia       |
| ------------------------------------ | --------------------------------- | ---- | ---------------- |
| Alabama                              | Hannah Steadham McMurphy          | 21   | Tuscaloosa       |
| Alaska                               | JoEllen Jane Walters              | 25   | Anchorage        |
| Arizona                              | Savannah Wix                      | 22   | Paradise Valley  |
| Arkansas                             | Savannah Jera Skidmore            | 24   | Greenwood        |
| California                           | Erica Mari Dann                   | 27   | San Francisco    |
| Carolina del Norte                   | Cheslie Corrinne Kryst †          | 28   | Charlotte        |
| Carolina del Sur                     | MaKenzie Divina                   | 21   | Anderson         |
| Colorado                             | Madison Elisha Dorenkamp          | 26   | Denver           |
| Connecticut                          | Acacia Courtney                   | 26   | Hamden           |
| Dakota del Norte                     | Samantha Rae Redding              | 22   | Burlington       |
| Dakota del Sur                       | Abigail Mae Merschman             | 22   | Brookings        |
| Delaware                             | Jolisa Raquel Copeman             | 24   | Middletown       |
| Distrito de Columbia                 | Cordelia Dee Cranshaw             | 26   | Washington D. C. |
| Florida                              | Nicolette Taylor Jennings         | 22   | Palm Harbor      |
| Georgia                              | Katerina Rose Rozmajzl            | 21   | Atlanta          |
| Hawái                                | Lacie Choy                        | 20   | Honolulu         |
| Idaho                                | Shelby Lynn Brown                 | 25   | Boise            |
| Illinois                             | Alexandra Marie Plotz             | 24   | Ginebra          |
| Indiana                              | Tate Elizabeth Fritchley          | 21   | Evansville       |
| Iowa                                 | Baylee Drezek                     | 21   | Cedar Rapids     |
| Islas Vírgenes de los Estados Unidos | Andrea Piecuch                    | 25   | Charlotte Amalie |
| Kansas                               | Alyssa Rachelle Klinzing          | 21   | Olathe           |
| Kentucky                             | Jordan Raymonda Weiter            | 22   | Louisville       |
| Luisiana                             | Victoria Noel Paul                | 26   | Alejandría       |
| Maine                                | Lexie Elizabeth Elston            | 23   | Portland         |
| Maryland                             | Mariela Nicole Pepín Solís        | 23   | Severn           |
| Massachusetts                        | Kelly Fraser O'Grady              | 28   | Lowell           |
| Míchigan                             | Alyse Kathryn Madej               | 26   | Garden City      |
| Minnesota                            | Catherine Elizabeth «Cat» Stanley | 23   | Bloomington      |
| Misisipi                             | Madeleine Overby                  | 21   | Hattiesburg      |
| Misuri                               | Miriah Jo Ludtke                  | 25   | San Luis         |
| Montana                              | Grace Elizabeth Zitzer            | 27   | Billings         |
| Nebraska                             | Alexis Nicole «Lex» Najarian      | 25   | Lincoln          |
| Nevada                               | Tianna Jacqlyn Nomura Tuamoheloa  | 26   | Las Vegas        |
| Nueva Jersey                         | Manya Saaraswat                   | 21   | Morganville      |
| Nueva York                           | Florinda Kajtazi                  | 27   | Yonkers          |
| Nuevo Hampshire                      | Alexis Nicole Chinn               | 22   | Pembroke         |
| Nuevo México                         | Alejandra González                | 26   | Las Cruces       |
| Ohio                                 | Alice Louisa Magoto               | 21   | Cincinnati       |
| Oklahoma                             | Triana Demi Browne-Hearrell       | 26   | Tulsa            |
| Oregón                               | Natalie Elaine Tonneson           | 28   | Portland         |
| Pensilvania                          | Kailyn Marie Pérez                | 27   | Camp Hill        |
| Rhode Island                         | Nicole Andrianna Pallozzi         | 23   | Providencia      |
| Tennessee                            | Savana Elizabeth Hodge            | 25   | Nashville        |
| Texas                                | Alayah Nicole Benavidez           | 23   | San Antonio      |
| Utah                                 | Amanda Renée Giroux               | 23   | Riverdale        |
| Vermont                              | Bethany Marie Garrow              | 20   | Rutland          |
| Virginia                             | Courtney Lynne Smits              | 22   | Woodbridge       |
| Virginia Occidental                  | Haley Marie Holloway              | 24   | Morgantown       |
| Washington                           | Evelyn Clark                      | 27   | Bellevue         |
| Wisconsin                            | Danika Nicole Tramburg            | 22   | Richfield        |
| Wyoming                              | Addison Paige Treesh              | 19   | Gillette         |

## Datos acerca de las delegadas
- Algunas de las delegadas del Miss USA 2019 han participado, o participarán, en otros certámenes de importancia:
  - Savannah Skidmore (Arkansas) fue Miss Arkansas 2016.
  - Acacia Courtney (Connecticut) fue Miss Connecticut 2014 y Miss Connecticut's Outstanding Teen 2009.
  - Alexandra Plotz (Illinois) fue Miss Illinois Teen USA 2012.
  - Alyssa Klinzing (Kansas) fue Miss Kansas Teen USA 2013.
  - Mariela Pepin (Maryland) fue Miss Maryland Teen USA 2014.
  - Catherine Stanley (Minnesota) fue Miss Minnesota Teen USA 2014.
  - Alice Magoto (Ohio) fue Miss Ohio 2016.
  - Triana Browne (Oklahoma) fue Miss Oklahoma 2017.
  - Alayah Benavidez (Texas) fue Miss Estados Unidos 2016.
  - Courtney Smits (Virginia) fue Miss Georgia Teen USA 2012.
  - Haley Holloway (Virginia Occidental) fue Miss Virginia Occidental Teen USA 2013.
  - Addison Treesh (Wyoming) fue Miss Wyoming's Outstanding Teen 2014.
- Algunas de las delegadas nacieron o viven en otro país al que representarán, o bien, tienen un origen étnico distinto:
  - Katerina Rozmajzl (Georgia) nació en la República Checa.
  - Mariela Pepin (Maryland) nació en Puerto Rico.
  - Alyse Madej (Míchigan) es de ascendencia albanesa.
  - Catherine Stanley (Minnesota) tiene ascendencia india.
  - Lex Najarian (Nebraska) tiene ascendencia armenia.
  - Tianna Tuamoheloa (Nevada) Es de padres Samoanos y tiene ascendencia tongana, irlandesa, japonesa y afroamericana
  - Manya Saaraswat (Nueva Jersey) nació en India.
  - Florinda Kajtazi (Nueva York) nació en Kosovo y es de ascendencia albanesa.
  - Alejandra González (Nuevo México) nació en el estado de Texas y es de ascendencia mexicana.
  - Kailyn Marie Perez (Pensilvania) nació en el estado de Florida y es de ascendencia cubana.
  - Alayah Benavidez (Texas) es de ascendencia mexicana.
- Otros datos significativos de algunas delegadas:
  - Madeleine Overby (Misisipi) fue ex animadora de la New Orleans Saintsation.